# Joseph von Barco

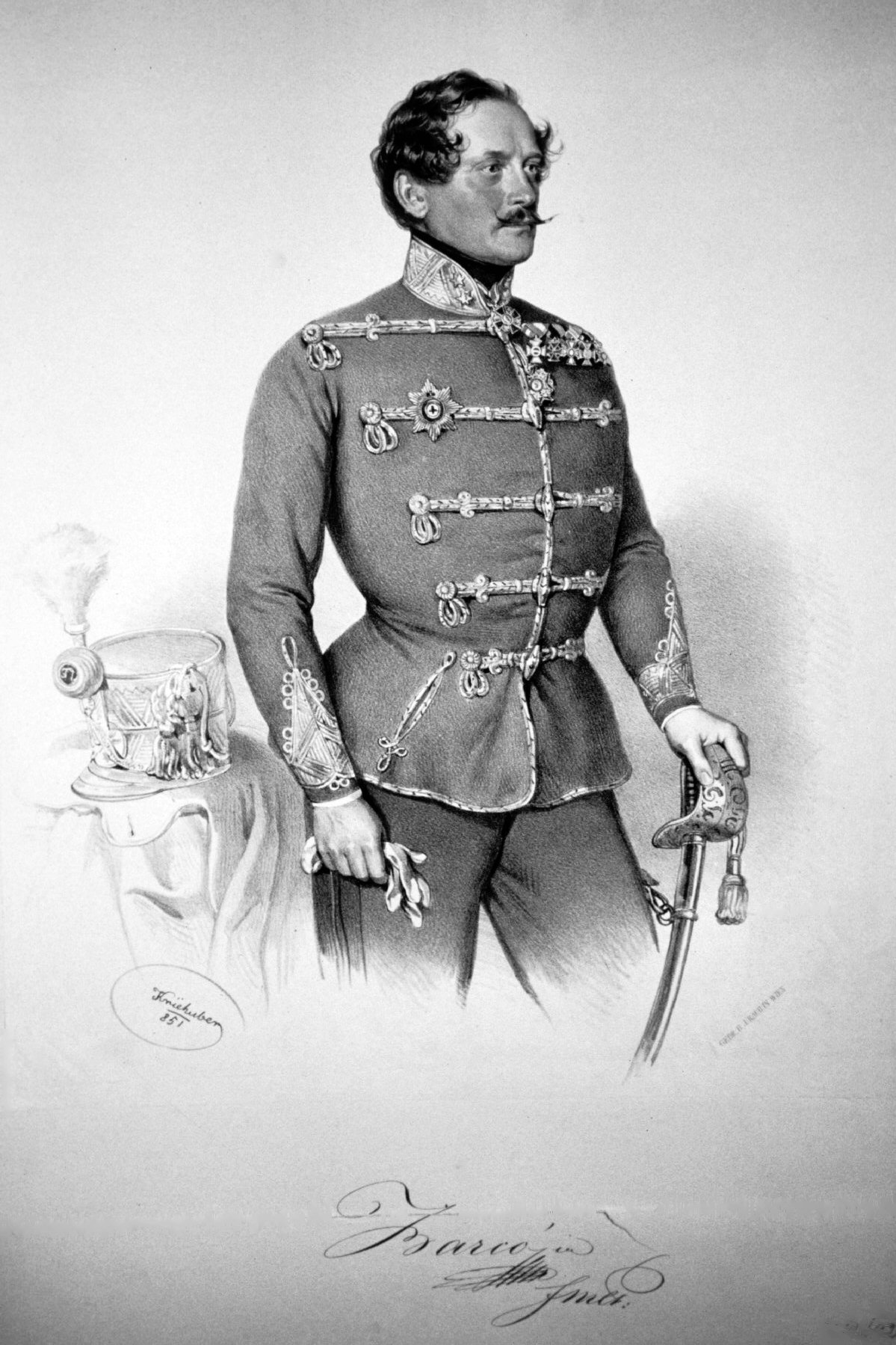
Joseph Freiherr von Barco

Joseph Johann Nepomuk Freiherr von Barco (* 1. August 1798 in Wien; † 26. September 1861 in Baden bei Wien) war ein österreichischer Offizier (Feldmarschallleutnant), Theresienritter und zweiter Inhaber des Husarenregiments Nr. 3.

## Biographie
Der Sohn des Oberstleutnants und Theresienritters Felix Freiherr von Barco (* 1756 in Wien; † 20. Oktober 1829 in Lemberg) trat 1813 als Leutnant ins Kienmayer’sche Husarenregiment Nr. 8 ein und machte noch die Feldzüge in den Jahren 1814 und 1815 gegen Frankreich mit. Als Oberleutnant leistete er zwischen 1830 und 1825 Divisionsadjutantendienste, bevor er 1827 zum Rittmeister und 1831 zum Eskadronskommandanten bei den Koburg-Husaren befördert wurde. Am 9. März 1838 wurde er zum Major und 1842 schließlich zum Oberstleutnant ernannt.
Im Jahr 1844 rückte er zum Oberst und Kommandanten des Regiments, dem er bereits 31 Jahre seit seiner Zeit als Unterleutnant angehört hatte. In dieser Funktion verhinderte er 1848 bei den bedrohlichen Vorgängen in Lemberg durch sein diplomatisches Auftreten den unausbleiblich scheinenden blutigen Konflikt. Die Bestrebungen der Umsturzpartei, einzelne Teile des Militärs zum Treuebruch zu verleiten, vereitelte Barco durch sein rasches Einschreiten. Allerdings brachte ihn sein Verhalten gegenüber diesen Umtrieben selbst in Gefahr. Öffentlich angeschlagene Plakate forderten Attentate gegen sein Leben. Zu Ende des Jahres 1848 organisierte Barco einen Landsturm und brachte in sechs Kreisen während der angespanntesten Zeit 80 000 Mann zusammen.

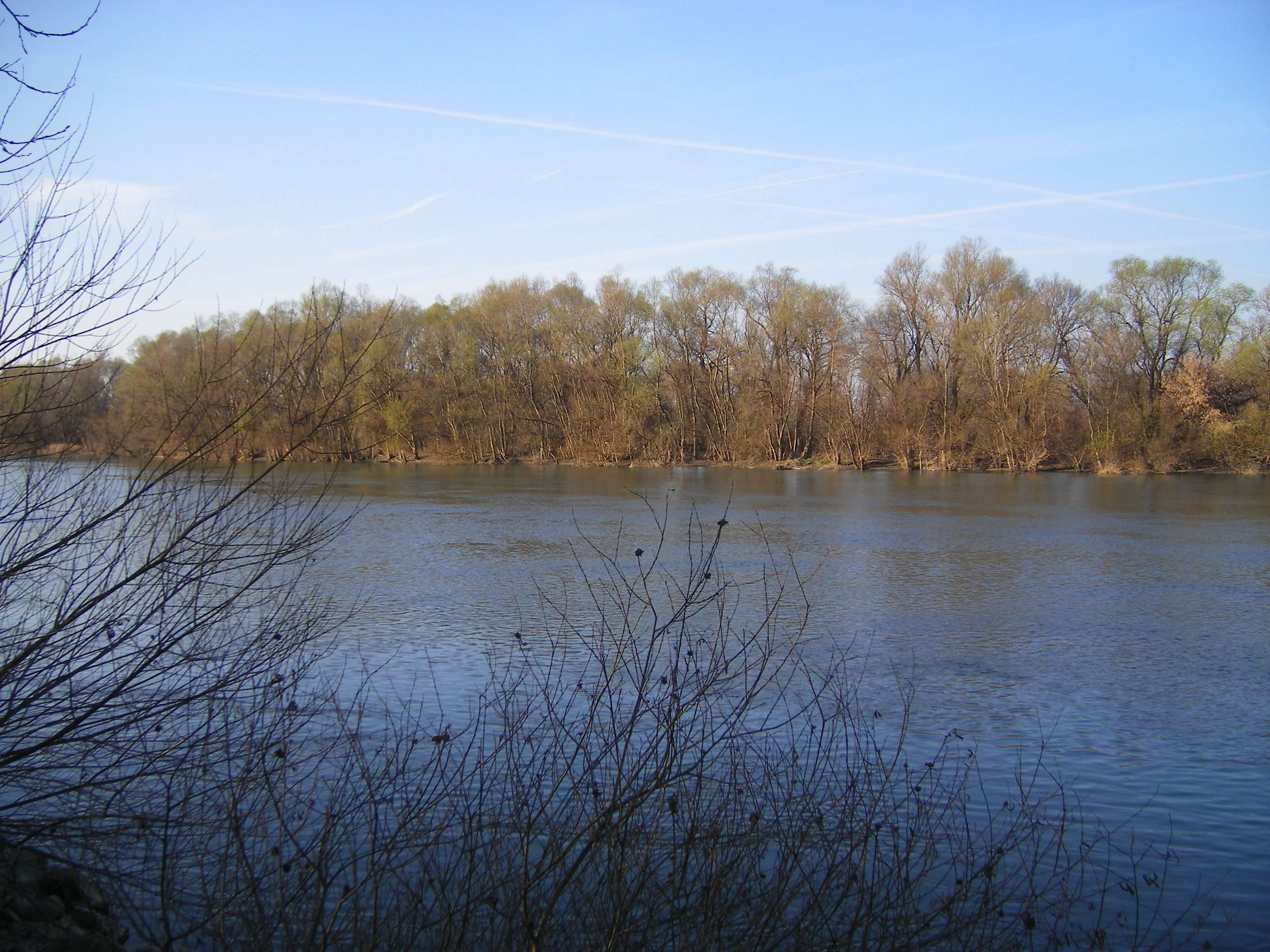
Die Waag bei Keszegfalva

Am 1. Dezember 1848 (Rang vom 16. des Monats) avancierte er zum Generalmajor und erhielt eine mobile Brigade mit dem Auftrag, die Landesgrenze südlich von Stry gegen Ungarn zu verteidigen. In diesem Zusammenhang kam es zum siegreichen Kampf bei Novoselica, der den bisherigen oftmaligen Angriffen des Feindes ein Ende machen sollte: Eine feindliche aus Polen unter dem Fürsten Józef Woroniecki zusammengesetzte Kolonne von knapp 3000 Mann war bis auf 600 Schritt gegen die Truppen der Brigade vorgeprescht, welche die Übergänge bei Klimetz, Wolosianka und Wyszkau besetzt hielt. Baron Barco beschloss den Feind zurückzuwerfen, bevor er noch Verstärkung erhalten würde. Ein mit neun Kompagnien unternommener kombinierter Angriff, unterstützt durch einen gewagten, aber gut berechneten nächtlichen Überfall, führten in der Nacht vom 21. zum 22. März 1849 nach sechsstündigem hartnäckigem Kampf zur völligen Niederlage dieser polnischen Legion. Dem General selbst rettete in diesem Kampf Korporal Dobrzansky von der Hartmann-Infanterie das Leben, indem er einen Legionär in dem Augenblick niedermachte, als dieser, nur 4 Schritte von Barco entfernt, das Gewehr auf ihn angeschlagen hatte.

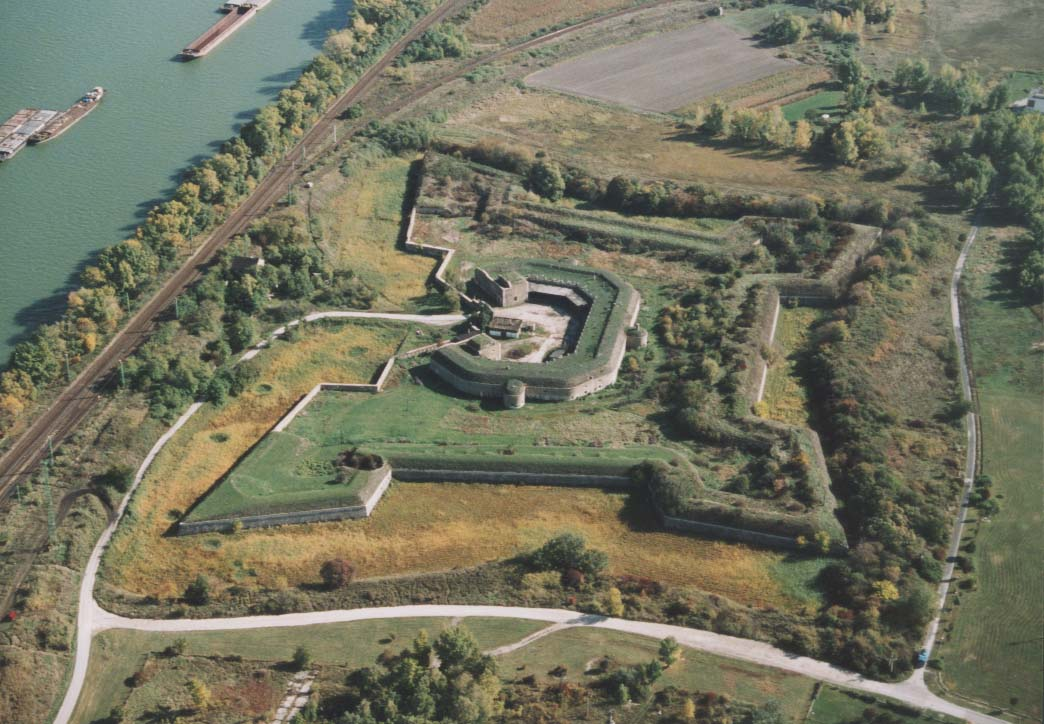
Luftaufnahme: Die Sternfestung östlich von Komorn

Mittlerweile musste der Offizier den Schauplatz seiner Tätigkeit nach Ungarn selbst verlegen. Auf seinem Marsch nach Kaschau hatte er mit der Natur, mit Terrainhindernissen und feindlichen Anfällen zu kämpfen. Nachdem seine mit Umsicht entworfenen Operationen gegen Munkács wegen der zahlen- und materialmäßigen Überlegenheit des Gegners nicht umsetzbar waren, marschierte der General im Mai 1849 über Sandec nach Seipusch, um dann die ungarische Grenze abermals zu überschreiten und den Jablunkapass sowie die Übergangspunkte an der Waag zu decken. Erschwerend kam der Ausbruch der Cholera in seiner Brigade hinzu, die allein binnen einer Woche sieben Offiziere und 110 Mann das Leben kostete. Obwohl die Krankheit in den Reihen der Soldaten wütete und Barco, nachdem er sich ständig vorbildlich um seine Soldaten in den Lazaretten gekümmert hatte, selbst mit ihr infiziert wurde, wagte trotzdem einen verzweifelten Marsch mitten durch die feindlichen Linien und verhinderte so das Eindringens der Insurgenten nach Galizien.
Im Juni 1849 verlegte eine neue Ordre de Bataille General Barco mit 10 Kompagnien, einer Division Kavallerie und einer Kavallerie-Batterie nach Gutta und Keszegfalva (30 Minuten von Komorn entfernt), um diese Orte zu besetzen und zu verschanzen. Am 11. Juli wohnte er als Volontär der Schlacht bei Komorn bei. Als die Cholera wieder ausbrach, erbat er sich die Erlaubnis, Choleraspitäler errichten und überwachen zu dürfen. Zuletzt zeichnete sich seine Brigade noch am 3. August vor Komorn aus, wo der Feind einen heftigen Ausfall mit überlegener Streitkraft versucht hatte. Im Oktober 1849 ward er Brigadier der Kavallerie in Olmütz, mit der Weisung, die Organisation der Husaren zügig voranzutreiben.

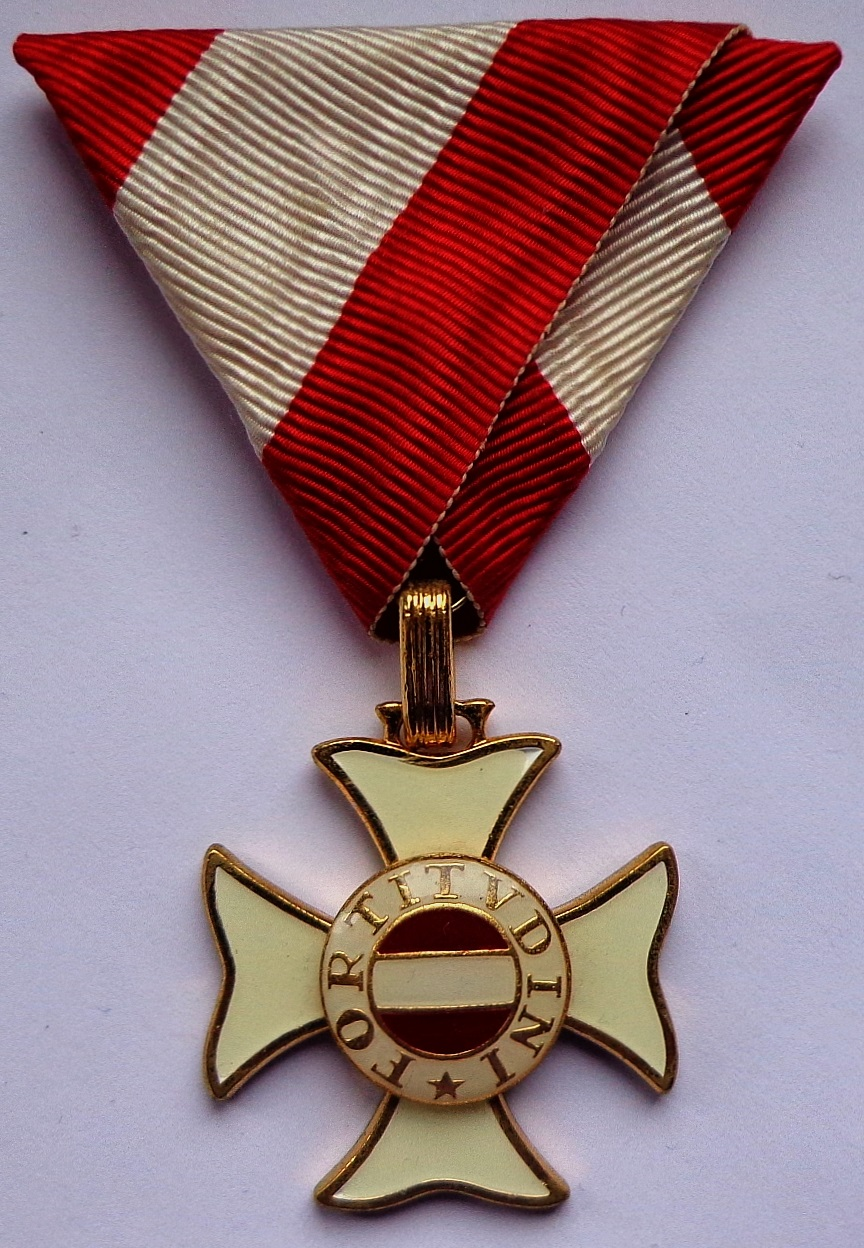
Ritterkreuz des Militär-Maria-Theresien-Ordens

Für die Waffentat vor Novaselica erntete der Freiherr durch Ausspruch des Kapitels vom Jahre 1848 das Ritterkreuz des Maria-Theresien-Ordens, später das Militärverdienstkreuz (KD.), den Kaiserlich russischen St.-Anna-Orden 1. Klasse, den Kaiserlich russischen Sankt-Stanislaus-Ordens 1. Klasse, nachdem er schon früher Offizier des belgischen militärischen Leopoldordens geworden war.
In Folge avancierte er bereits am 27. November 1850 zum Feldmarschalleutnant als Divisionär im 2. Militärkorps. Einen neuerliche Beweis für das Wohlwollens seines Kriegsherrn erhielt er, indem er im Jänner 1857 zum zweiten Inhaber des Husarenregiments „Prinz Carl von Bayern“ Nr. 3 und nur zwei Monate später zum Gardeoberleutnant und -hauskommandanten der 1. Arcièren-Leibgarde ernannt wurde.
Barco verstarb ledig und erst 63-jährig in Folge von Darmkomplikationen, die als Spätfolge seiner einstigen Choleraerkrankung interpretiert wurden.
Die Städte Troppau und Tarnów würdigten diesen hoch angesehenen General mit der Ehrenbürgerschaft.

## Wappen

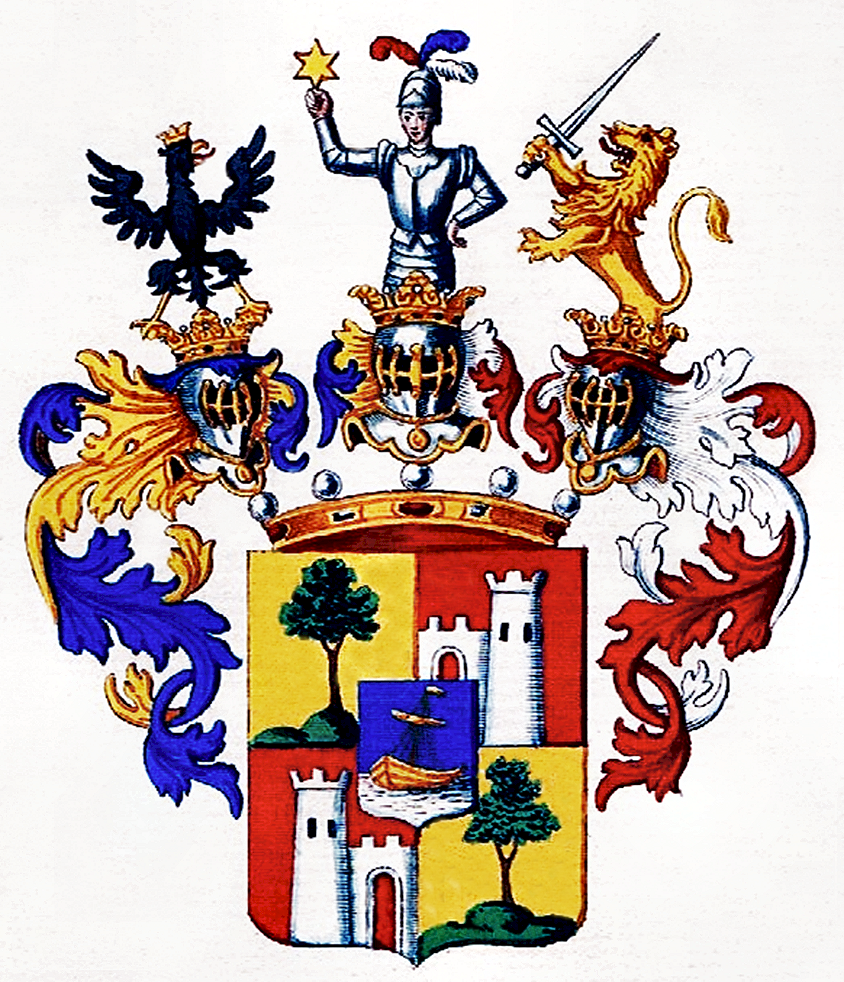
Wappen der Freiherren von Barco 1762 und 1795

1762/1795: Quadrierter Schild mit Mittelschild. Der Mittelschild zeigt in Blau ein Kriegsschiff mit wehender, gespaltener Flagge in Silber auf rauer See. 1 und 4 in Gold ein naturfarbener Baum auf grünem Hügel. 2 und 3 in Rot ein Kastell in Silber mit Turm, Zinnen und zwei Fenstern darunter ein rotes Tor. Auf dem Schild ruht die Freiherrnkrone. Darüber schweben drei gekrönte Helme. Der rechte Helm zeigt einen einwärtssehenden, goldgekrönten schwarzen Adler mit rot ausgeschlagener Zunge mit ausgebreiteten Flügeln und von sich gestreckten Fängen, der mittlere einen geharnischten Mann, der in seiner rechten Hand einen sechsstrahligen goldenen Stern zeigt und aus dessen Helm mit offenem Visier drei wallende silberne Federbuschen entspringen und auf dem linken ein wachsender einwärtssehender goldener Löwe mit rot ausgeschlagener Zunge, der in der erhobenen rechten Pranke ein aufgerichtetes Schwert mit goldenem Knauf hält. Die Helmdecken sind rechts blau-golden und links rot-silbern.